# Pablo Amo
Pablo Amo Aguado, né le 15 janvier 1978  à Madrid, est un footballeur espagnol. Il évoluait au poste de défenseur central avant de devenir entraîneur.

## Carrière
Pablo Amo commence sa carrière en amateur au CD Colonia Moscardó, puis joue avec l'équipe réserve du Sporting Gijón, en  Segunda División B (troisième division). Il joue ensuite avec l'équipe première du Sporting Gijón, puis évolue au Deportivo La Corogne, au Recreativo de Huelva, au Real Valladolid et au Real Saragosse.
En 2010, il quitte son pays natal et s'engage avec le club grec du Panserraikos Football Club. Il termine sa carrière à Chypre, à l'Olympiakos Nicosie, en 2012.
Dans une carrière minée par les blessures, il atteint péniblement le cap des 200 matchs en pro, toutes compétitions confondues.
Il dispute, en huit saisons, seulement 67 matchs de Liga espagnole (5 buts), avec les clubs du Recreativo de Huelva, du Deportivo La Corogne et du Real Saragosse. 
Il joue également 85 matchs en deuxième division, inscrivant 4 buts, sans oublier 4 matchs en Ligue des champions avec le Deportivo La Corogne.